# Johan Orcharton
Johan Orcharton, död 3 november 1684, var en svensk militär.

## Biografi
Johan Orcharton värvades 1655 vid början av Karl X Gustavs polska krig, ett kompani med 132 man skotska knektar under livregementet. Han blev kapten vid regementet 15 september 1655 och major vid regementet 1658. adlades 4 mars 1664 till Orcharton och introducerades i Sveriges Riddarhus 1664 som nummer 681. Han blev 6 mars 1674 överstelöjtnant vid Östgöta infanteriregemente och avled 1684.
Orcharton ägde gårdarna Hagevik i Tjällmo socken samt Kusthof och Ayakurbe i Kamby socken i Livland.

### Familj
Orcharton var gift med Elisabet Robertsson von Struan, dotter av arkiatern Jakob Robertsson och Margareta Blom Elisabet Robertsson var änka efter krigsrådet Adolf Fredrik Schletzer. Orcharton och Robertsson fick tillsammans barnen löjtnanten Carl Orcharton vid Östgöta infanteriregemente, Isabelle Orcharton (1655–1733) och Anna Maria Orcharton (född 1670).